# CP série 9500
Région d'action :
- Linha do Tâmega (Livração-Amarante),
- Linha do Tua (Peso da Régua-Vila Real),
- Linha do Tua (Tua (Gare)-Mirandela-Carvalhais, le tronçon de 4 km Mirandela-Carvalhais est exploité par "Metro de Mirandela", les services des CP Tua-Mirandela sont exploités avec les autorails du Metro de Mirandela);
- Toutes ces lignes sont des embranchements à voie étroite de la Ligne du Douro.

Disposition :
- LRV : Autorail Simple
- UM maximum : Jusqu'à 2
- Disposition intérieure : Classe Unique (48 places assises)